# Pappolus von Chartres
Pappolus, auch Papulus oder Pabulus geschrieben, war im 6. Jahrhundert Bischof von Chartres. Über sein Leben ist wenig bekannt.
Pappolus nahm 573 am Konzil von Paris und 585 an der Synode von Mâcon teil. Gregor von Tours berichtete über die Proteste des Pappolus gegen die Einsetzung des Promotus als Bischof von Châteaudun.
Merowech II., Sohn des Königs Chilperich I. von Neustrien, wurde 585 von Bischof Pappolus von Chartres in Paris beigesetzt.